# 旭川醫科大學
旭川医科大学（日文假名：あさひかわいかだいがく、英文：Asahikawa Medical University）是位於北海道旭川市的單科（醫學）日本國立大學。簡稱旭医（きょくい）、AMU。

## 簡介
組織
旭川醫科大學僅有一個學院（醫學院）和兩個系（醫學系和護理系）。
辦學理念
培養具有豐富的人文意識和廣泛的學術視野、尊重生命尊嚴和高度倫理觀念、擁有先進知識和技能的醫學專業和研究人員。目標是「培養紮根於本地醫療、為增進居民福祉做出貢獻的醫療專業人員」、「努力培養藉由教育、研究、醫療，為國際社會發展做出貢獻的醫護人員」。

## 沿革
- 1973年（昭和48年）- 開學。
- 1976年（昭和51年）- 旭川醫科大學醫學部附屬醫院（現旭川醫科大學醫院）開幕。
- 1979年（昭和54年）- 設立研究所（大學院醫學研究科）。
- 1996年（平成8年）-  設立護理系。
- 1999年（平成11年）- 成立資訊處理中心和遠距醫療中心。
- 2000年（平成12年）- 設立護理碩士課程。
- 2004年（平成16年）- 成立国立大学法人旭川醫科大學。
- 2005年（平成17年）- 附屬醫院改名為旭川醫科大學醫院。
- 2010年（平成22年）- 英文名稱「Asahikawa Medical College」（旭川醫學院）改為「Asahikawa Medical University」。

## 校徽
原校徽形似雪花以代表北海道，中央為醫學文字，周圍環繞著「旭川市樹」花楸樹圖案，以象徵「北海道中央與旭川的核心醫療保健」。

## 教學與研究

### 大學部
- 醫學院
  - 醫學系
  - 護理系

### 研究所
- 醫學博士課程[1]
  - 基礎醫學
  - 臨床醫學
- 護理學碩士課程[2]

### 附屬機構
- 旭川醫科大學醫院
- 圖書館
- 教育中心
- 健康管理中心
- 二輪草中心（重返職場、育兒、護理支援中心）
- 動物實驗中心
- 實驗實習設備中心
- 放射性同位素研究設施
- 資訊處理中心

校長吉田晃敏原為眼科醫師，也是遠距醫療系統的專家，在醫院內設立了一個遠距醫療中心。

## 交流關係

### 教育科學研究合作協議
- 北海道藥科大學（2007年6月27日締結）
- 放送大學[3]

### 合作協議
- 北見工業大學（2009年7月17日締結）
- 蘆別市（2018年2月3日締結）

### 學術交流協議大學
- 中国医科大学（中華人民共和国）
- 南京中醫藥大學（中華人民共和国）[4]
- 哈爾濱醫科大學（中華人民共和国）
- 蒙古健康科學大學（蒙古）
- 瑪希隆大學熱帶醫學院（泰國）